# Jacob Gibson
Jacob Romero Gibson (Denver, Colorado, 11 de julio de 1996) es un actor estadounidense.

## Primeros años
De 2011 a 2014, Pinto tomó varias clases de actuación en el Instituto de las Artes de California. Obtuvo su primera experiencia actoral como actor de teatro y en cortometrajes. En 2018 apareció en un papel de episodio en la serie de televisión The Resident, así como en la serie de televisión All Rise y Grey's Anatomy en 2019. De 2019 a 2020 interpretó el papel de AJ Delajae en un total de 15 episodios de la serie de televisión Greenleaf. En noviembre de 2021 se anunció que interpretaría el papel de Usopp en la serie One Piece, basada en el manga homónimo.

## Filmografía
- 2016: Perceptions of Superheroes (película)
- 2016: Under Water: Dive Deep (película)
- 2018: The Resident (serie TV, Episodio 1x06)
- 2018: The Mosaic (película)
- 2018: #Prayfor (película)
- 2019: All Rise – Die Richterin (All Rise) (serie TV, Episodio 1x04)
- 2019: Grey's Anatomy (serie TV, Episodio 16x04)
- 2019: Snake Eyes (película)
- 2019: Jealous (película)
- 2019–2020: Greenleaf (serie TV, 15 Episodios)
- 2021: Black Prom (película)
- 2023: One Piece (serie TV, papel principal)

## Teatro
- Uncle Vanya, Regie: Mirjana Jokovic
- We are Proud to Present a Presentation about the Herero of Namibia, Regie: Nataki Garret
- The Intruder, Regie: Alexander Demers
- L.A. Founding Families, Regie: Marissa Chiva
- Life of Bob, Regie: Roger Guinevere Smith
- Merchant of Venice, Regie: Mary Lou Rosato
- Road Kill Giant, Regie: Marina McClure
- Richard III, Regie: Mary Lou Rosato